# 澤村良二
澤村 良二（さわむら りょうじ、1925年〈大正14年〉 - 2010年〈平成22年〉2月24日）は、日本の薬学者。勲等は瑞宝中綬章。学位は薬学博士（東京大学・1961年）。日本学校薬剤師会会長（第6代）、日本大学名誉教授。

## 略歴
- 1925年 - 誕生。
- 1961年12月7日 - 薬学博士号（東京大学） 授与　学位論文の題は　「納豆菌の産生する粘性多糖質に関する研究 」[1]。
- 日本大学教授
- 日本大学薬学部長
- 日本大学副総長
- 定年退職、名誉教授称号 授与
- 1997年 - 日本学校薬剤師会 第6代会長 就任（2002年まで）
- 2004年 - 瑞宝中綬章 叙勲[2]
- 2010年2月24日 - 死去、享年84

## 著作物
論文
- 国立情報学研究所・論文情報ナビゲータ

博士論文
- 1961年 - 『納豆菌の産生する粘性多糖質に関する研究』 東京大学

## 参考資料
- 薬事日報 2010年2月26日号